# دانيال سميث
دانيال سميث (بالإنجليزية: Daniel Smith)‏ (17 أغسطس 1982 بساوثهامبتون في المملكة المتحدة - ) هو لاعب كرة قدم بريطاني في مركز الدفاع. لعب مع نادي بورنموث وEastleigh F.C. ‏ وبوغنور ريجيس تاون وWinchester City F.C. ‏ وBashley F.C. ‏ وGosport Borough F.C. ‏.

## وصلات خارجية
- دانيال سميث على موقع Soccerbase.com (لاعب) (الإنجليزية)